# Festival de Piedra Roja
Piedra Roja, también llamado Festival de Los Dominicos, fue un festival de música chileno que, siguiendo el éxito de Woodstock, fue celebrado el 10, 11 y 12 de octubre de 1970 en el Camino El Alba con Camino Piedra Roja (a pocas cuadras de lo que actualmente es el Complejo Deportivo San Carlos de Apoquindo), sector de Los Dominicos, comuna de Las Condes, ubicado en el área oriental de Santiago.
De forma similar a Woodstock, se vivió una situación medianamente caótica durante el festival, que incluyó problemas de sonido, drogas y delincuencia. Por otro lado, el festival demostró por una parte que la población joven de Chile durante los años 1970 era un importante grupo a considerar y en segundo lugar la creciente tensión social que finalizaría con el golpe de Estado del 11 de septiembre de 1973.

## Antecedentes
Al finalizar la década de 1960, el movimiento hippie y el rock iban de la mano en Estados Unidos y Europa. En Chile, miles de jóvenes acudieron a los cines a ver el testimonio de tres días de paz y amor hippie: Woodstock. El documental marcaría a un grupo importante de la juventud chilena que, liderados por Jorge Gómez Ainslie con un grupo de compañeros del Liceo N.º 11 de Las Condes, llegarían organizar un festival al aire libre los días 10, 11 y 12 de octubre de 1970.
Conocido inicialmente como el «Festival de Los Dominicos», Piedra Roja es más una leyenda que una real reunión de bandas de rock. Pero el impacto en los medios fue fulminante al dar cuenta de una subcultura juvenil que comulgaba con la música rock, el amor libre y la marihuana en el contexto de adolescentes de barrios pudientes de la capital de Chile. El festival se realizó en un terreno perteneciente a un ejecutivo de Hipódromo Chile, quien les dio autorización a usarlo. Según la prensa de la época, en el festival se reunieron entre 3000 y 5000 personas.
En un tiempo plagado de jóvenes ideologizados por movimientos de izquierda y de derecha, Piedra Roja representó una alternativa disruptiva en la altamente politizada sociedad chilena de 1970.

## El festival

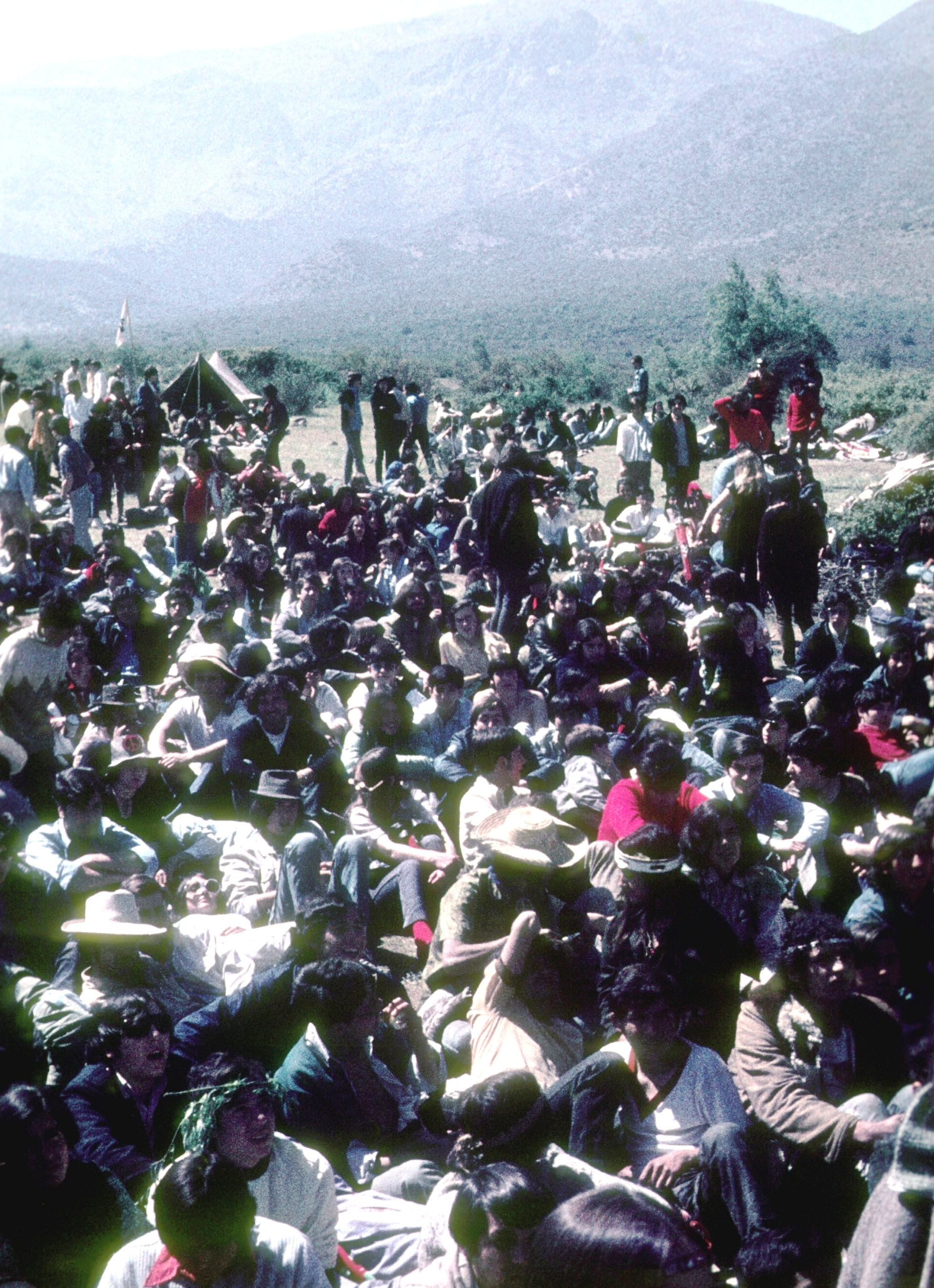
Una vista de los asistentes al Festival de Piedra Roja.

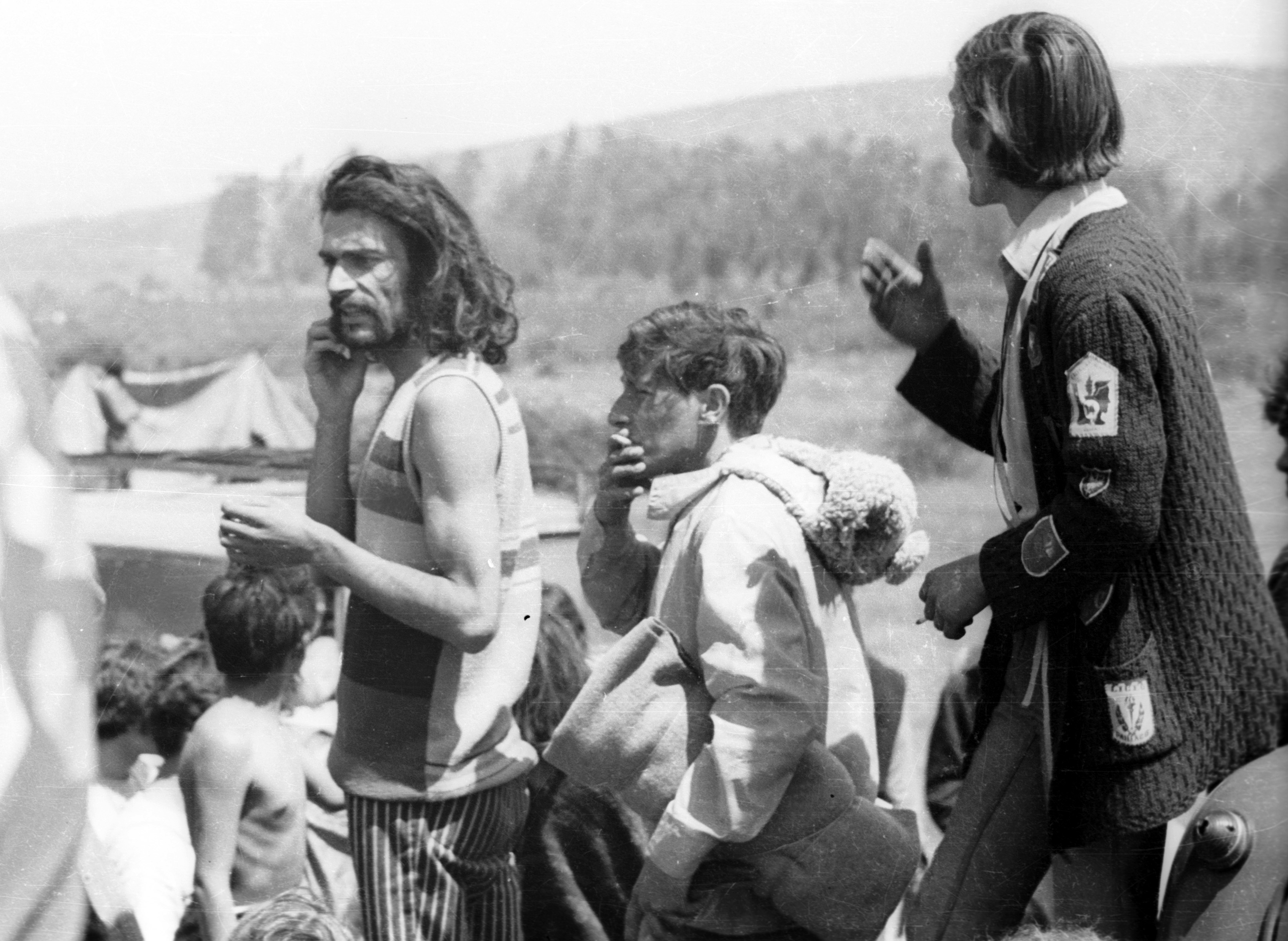
Eduardo Parra, teclista de Los Jaivas, durante el festival.

En lo estrictamente musical, la improvisación era tan grande que muy poco de música tuvo el mentado festival. Se anunció la llegada de Los Jaivas, Los Blops, Lágrima Seca, Los Ripios, Escombros, Aguaturbia, Los Trapos y el conjunto argentino Alex John Trio, pero lo cierto es que sólo las cuatro primeras agrupaciones lograron presentarse por periodos indefinidos de tiempo, debido al desorden total que reinaba en el festival.

Piedra Roja es un mito por el hecho de que se hizo no más, pero ni siquiera me acuerdo qué es lo que tocamos, ni cuánto rato tocamos. Es verdad que tocamos en Piedra Roja y fue un evento que marcó un momento, pero la importancia que tiene es haberlo hecho no más, porque ya ni me acuerdo qué grupos tocaron, ni siquiera me acuerdo lo que nosotros tocamos, yo sé que debemos haber hecho puras improvisaciones porque era ese período.
Claudio Parra, pianista de Los Jaivas

Nos invitaron a un festival al aire libre en Los Dominicos. Luego de un buen rato, llegamos pasado el mediodia a una parcela con harto alambre púa, harta gente por varios lados y un cuadrado de pasto mas grande donde habian hartos, todos en el suelo. No había orden, la idea era tocar si uno quería tocar, no más. Tocamos a eso de las 6 de la tarde, quedaba algo de Sol y terminamos ya en el crepúsculo.

Inventamos un rato y tocamos una versión muy extraña de "Los Momentos" con guitarra eléctrica, estuvimos poco más de 20 minutos con un par de interrupciones porque se cortaba la corriente, no se escuchaba mucho...El sonido salía por megáfonos, de lejos no se escuchaba nada y de cerca sonaba todo saturado. Guardamos nuestras cosas y nos fuimos a La Manchufela. Fue un lindo paseo, al menos.
Julio Villalobos, guitarrista de Blops

Existe un breve registro sonoro del legendario evento, que documenta a cientos de jóvenes reunidos creando su propio espacio fuera del establishment.

### Artistas
- Lágrima Seca
- Los Ripios: Marcial Valenzuela, vocalista; Julián Del Curto, tecladista; Mario Goren, bajista.
- Blops
- Los Jaivas
- Eugenio Guzmán
- Víctor Rivera

El grupo Quilapayún denunció que su nombre aparecía entre los supuestos invitados al Festival de Piedra Roja, lo cual fue descartado por sus integrantes. Los Escombros también decidieron no participar del festival.

## Reacciones
La iniciativa causó más polémicas de las esperadas, partiendo por órdenes a Carabineros de Chile para desalojar el lugar, debido a la ingesta de alcohol en presencia de menores. La prensa cubrió ampliamente el evento, siendo ésta la que le dio el nombre de «Festival de Piedra Roja» por un error, ya que el lugar era conocido como «Piedra Rajada» por una gran roca que fue dinamitada el año 2008 para construir residencias; el diario oficialista La Nación señalaba que el festival «no representa a la juventud chilena actual».
La Cámara de Diputados acordó el 13 de octubre de 1970 que las comisiones de Educación y Salud investigaran y confeccionaran un informe sobre la situación de la juventud chilena y el consumo de marihuana, y el entonces alcalde de Las Condes, Ramón Luco Fuenzalida, presentó una querella contra los organizadores, la que fue rechazada.